# Dom Studencki „Riviera” w Warszawie
Dom Studencki „Riviera” – dom studencki Politechniki Warszawskiej znajdujący się przy ul. Waryńskiego 12 w Warszawie.

## Historia
Kompleks domu studenckiego Politechniki Warszawskiej został wzniesiony w latach 1962–1964 według projektu architektów: Kazimierza Thora, Józefa Bubicza i Czesława Molendy. Składał się z wieżowca oraz dwóch mniejszych obiektów, w których znalazły się m.in. sale sportowe, stołówka oraz sala widowiskowo-klubowa. Budynek miał licowane klinkierem elewacje szczytowe i przeszklone frontowe. „Riviera” była pierwszym w Polsce „wysokościowcem” pełniącym funkcje akademika.
W latach 70. XX w. na parterze budynku mieściła się galeria sztuki Remont, a w latach 1983–1989 Galeria RR. Od 1973 roku w kompleksie domu studenckiego (pod adresem ul. Waryńskiego 12a) mieści się klub Riviera Remont. W podziemiach na początku lat 90. mieścił się klub Hades, a następnie studio nagraniowe Złota Skała. Budynek służy również jako węzeł radiowy. W latach 1992–1994 mieścił się w nim nadajnik prywatnej telewizji Top Canal. Na dachu znajduje się maszt telekomunikacyjny. W budynku mieści się także Centrum Ruchu Studenckiego, w którym siedzibę ma m.in. Studencka Telewizja Internetowa TVPW i Radio Aktywne.
W 1999 zakończono modernizację „Riviery”. Podwyższono standard pokoi, a budynek obłożono okładziną ze szkła refleksyjnego w kolorach granatowym i błękitnym. Zmiana elewacji wzbudziła kontrowersje.
„Riviera” oferuje studentom ok. 700 miejsc (trzypokojowe segmenty oraz pokoje 2-osobowe).